# ريال مدريد موسم 1958–59
موسم 1958–59 هو الموسم السادس والخمسين لنادي ريال مدريد لكرة القدم والموسم الثامن والعشرون على التوالي للنادي في الدوري الإسباني الممتاز.